# Elina Sana
Elina Sana (née Suominen en 1947) est une chercheuse, journaliste, écrivaine et militante des droits de l'homme finlandaise .

## Biographie
Elina Sana  est titulaire d'une maîtrise en sciences sociales et d'une licence en sciences humaines. Chercheuse, journaliste et militante de longue date des droits de l'homme, elle travaille à Yleisradio et dans plusieurs ministères et pendant plus de 10 ans à des postes internationaux.
Son ouvrage Luovutetut (2003) traite du sort des personnes livrées  par la Finlande à l'Allemagne nazie pendant la guerre de continuation.
À seulement 25 ans, elle se retrouve dans la position peut-être la plus difficile de sa carrière en tant que rédacteur en chef du magazine Ydin au milieu du scandale de la  fuite de Zavidovo (fi),,.
Elle passe de longues périodes de sa vie à l'étranger et elle participe à de nombreux projets au fil des ans dans la coopération au développement, les actions environnementales et humanitaires. Ses principales destinations ont été le Guatemala, le Nicaragua et le Mozambique.

## Ouvrages

### Écrits sous le nom d'Elina Suominen
- (fi) Elina Suominen, Kansalaisten tiedontarve : tiedontarvetutkimuksen lähtökohdat, teoreettinen viitekehys, otos, haastattelumenetelmä, vastaajajoukon kuvaus ja tiivistelmä toimittajien Tiedontarveseminaarista, Helsinki, Yleisradio, 1973
- (fi) Elina Suominen, Kuoleman laiva S/S Hohenhörn : juutalaispakolaisten kohtalo Suomessa [« Le navire de la mort S/S Hohenhörn : le sort des réfugiés juifs en Finlande »], Helsinki, WSOY, 1979, 324 p. (ISBN 951-0-09477-3)

### Écrits sous le nom d'Elina Sana
- (fi) Elina Sana, Luovutetut : Suomen ihmisluovutukset Gestapolle [« Personnes livrées à la Gestapo par la Finlande »], Helsinki, WSOY, 2003, 467 p. (ISBN 951-0-27975-7)
- (fi) Elina Sana, Zavidovo-vuoto ja muita järkytyksiä [« La fuite de Zavidovo et autres chocs »], Bookea, 2022 (ISBN 978-952-94-7022-8)

### Éditions
- (fi) Elina Sana (ed.), Tieto-opista mediapeliin. Journalismin tutkimuksen näkökulmia, Helsinki, WSOY, 1995 (ISBN 951-0-20198-7)
- (fi) Elina Sana (ed.), Naiset, miehet ja lastenohjelmat, Yleisradio, 1995
- (fi) Elina Sana (ed.), Naiset, miehet ja uutiset, Yleisradio, 1995
- (fi) Anne Maria Holli, Terhi Saarikoski, Elina Sana (ed.), Tasa-arvopolitiikan haasteet, Helsinki, WSOY, Tasa-arvoasiain neuvottelukunta: Sosiaali- ja terveysministeriö, 2002, 320 p. (ISBN 951-0-27109-8)

## Prix et reconnaissance
Elina Sana reçoit le Prix de l'information publique en 1979, le prix de la paix du comité des cents (fi) en 2003 et le Prix Tieto-Finlandia en 2004.